# José Soares Filho
José Soares Filho OFMCap (* 29. Juli 1956 in Itapetim, Pernambuco) ist ein brasilianischer Ordensgeistlicher und emeritierter römisch-katholischer Bischof von Carolina.

## Leben
José Soares Filho trat der Ordensgemeinschaft der Kapuziner bei, legte die feierliche Profess am 28. Oktober 1990 ab und empfing am 28. April 1991 die Priesterweihe.
Papst Johannes Paul II. ernannte ihn am 15. Januar 2003 zum Koadjutorbischof von Carolina. Die Bischofsweihe spendete ihm der Erzbischof von São Paulo, Cláudio Kardinal Hummes OFM, am 26. April  desselben Jahres; Mitkonsekratoren waren Marcelino Correr OFMCap, Bischof von Carolina, und Luís Gonzaga Silva Pepeu OFMCap, Bischof von Afogados da Ingazeira.
Mit dem Rücktritt Marcelino Corrers OFMCap am 15. Oktober 2003 folgte er ihm als Bischof von Carolina nach. Papst Franziskus nahm am 5. Juli 2017 seinen vorzeitigen Rücktritt an.